# HD 197939
HD 197939，又名BD+55 2462，SAO 32849、HR 7944，是一颗恒星，视星等为5.78，位于銀經93.47，銀緯8.5，其B1900.0坐标为赤經20h 41m 46.3s，赤緯+56° 8.5′ 29″。